# Saint-Yvy
Saint-Yvy (bret. Sant-Ivi) – miejscowość i gmina we Francji, w regionie Bretania, w departamencie Finistère.
Według danych na rok 1990 gminę zamieszkiwało 2386 osób, a gęstość zaludnienia wynosiła 88 osób/km² (wśród 1269 gmin Bretanii Saint-Yvy plasuje się na 249. miejscu pod względem liczby ludności, natomiast pod względem powierzchni na miejscu 329.).